# Giovanni Zarfino
Jorge Giovanni Zarfino Calandria (Montevideo, 8 ottobre 1991) è un calciatore uruguaiano, centrocampista svincolato.